# Seznam zahraničních hudebních videoklipů natočených v Česku
Tento seznam obsahuje zahraniční hudební videoklipy natočené nebo obsahující záběry z Česka (seznam nemusí být zcela kompletní).

## Lokace natáčení

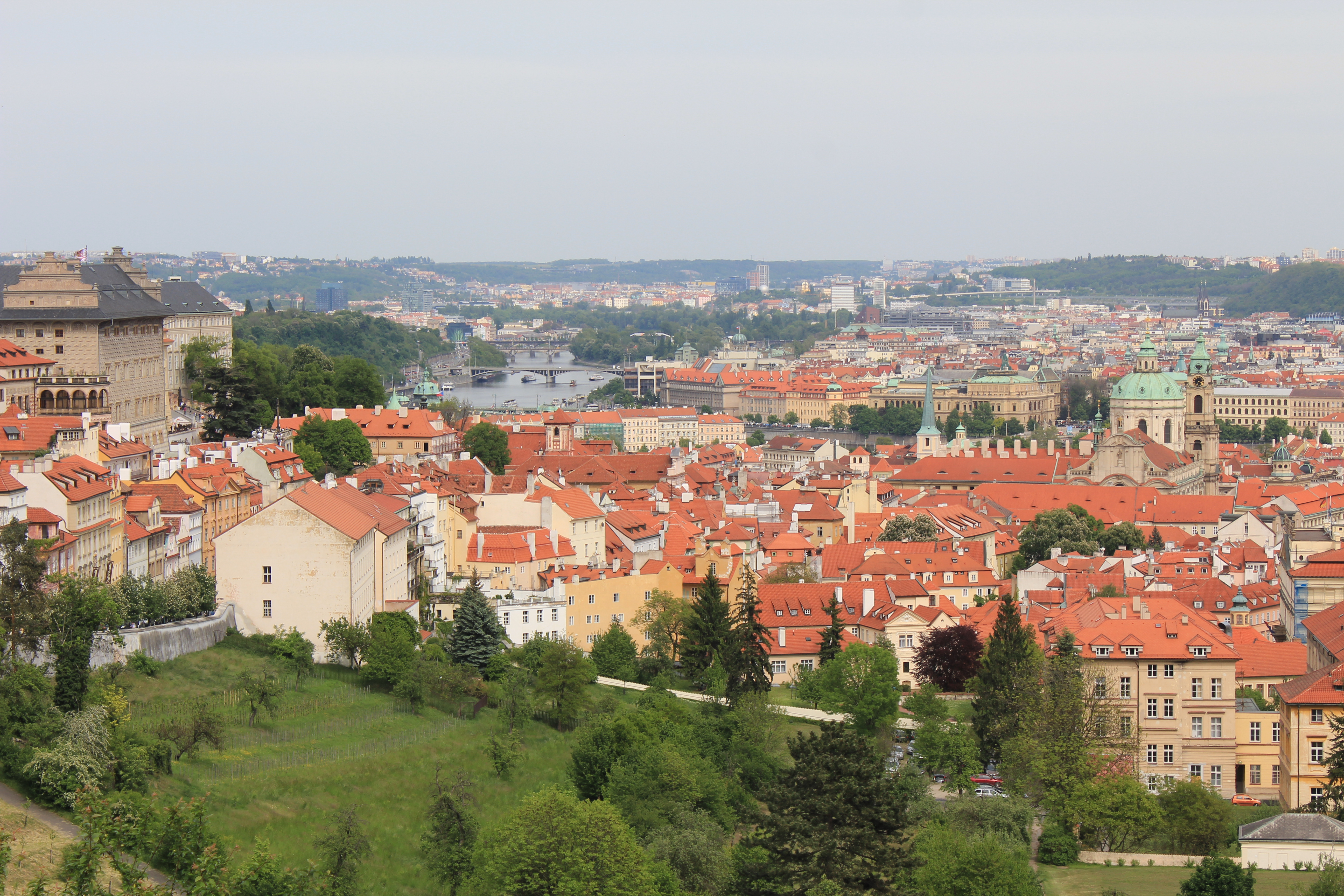
Městská část Praha 1 je častým místem natáčení videoklipů zahraničních interpretů.

Většina interpretů využívá pro natáčení hlavně ulice hlavního města Prahy a nejznámější památky jejího historického centra, především Malou Stranu, Staroměstské náměstí nebo Karlův most a jeho blízké okolí (Kampa a Střelecký ostrov). Populární lokací je ale také pražské metro nebo budova Hlavního nádraží. Znělka pražského metra se dokonce objevila v písni „A Reminder“ od skupiny Radiohead.
Někteří interpreti si Prahu pro natáčení vybrali opakovaně jako australská kapela INXS, americká kapela Linkin Park, LP nebo americký rapper Kanye West. V případě některých videoklipů ale Praha není jako místo natáčení ze záběrů zcela nebo vůbec zřejmá jako v případě hned dvou videoklipů zpěvačky Rihanny pro hity „Shut Up And Drive“ a „Don't Stop The Music“ nebo videoklipu k písni „Queendom“ od zpěvačky Aurory.
V ostatních krajích dominují hlavně zámky (jako Ploskovice na Litoměřicku) nebo historické centrum Českého Krumlova. Mezi neobvyklé lokace vybrané k natáčení patřil areál hutí Poldi Kladno nebo ostravský Landek Park. Videoklip k písni „Goliath“, který byl točený v hnědouhelném lomu ČSA na Mostecku, získal i nominaci na cenu Grammy.

## Produkce
Na některých videoklipech se kromě nespočtu komparzistů podíleli i čeští herci (Alice Bendová pro videoklip „Breathe Easy“) nebo choreografové (Yemi A.D. pro videoklip „Runaway“). Část videoklipů se také natáčela ve studiích na Barrandově včetně tamních kulis historického města. Ve studiích Barrandov se také natáčelo i jedno z nejdražších hudebních videí vůbec a to pro hit „It's All Coming Back To Me Now“ od zpěvačky Céline Dione. Někteří interpreti si naopak Prahu vybrali z důvodů menší finanční náročnosti produkce jako třeba britská kapela Muse.
Ne vždy se také dotčení interpreti natáčení videoklipů v Česku vůbec fyzicky účastnili. V případě videoklipu „Numb“ se skupina Linkin Park do Prahy nedostala ze zdravotních důvodů a scény z kostela se tak dotáčely v Los Angeles. Videoklip pro novou verzi hitu „Personal Jesus“ kapely Depeche Mode se zase natáčel pouze jako propagační video k albu remixů kapely, byl zadán hudebním vydavatelstvím EMI a kapela v něm vůbec neúčinkovala ani nevybrala samotnou lokaci.
Během března roku 2021 se natáčel na několika lokacích v ČR také hodinový snímek "If I Can't Have Love, I Want Power" doprovázející stejnojmenné hudební album americké zpěvačky Halsey. Záběry byly zároveň určené k videoklipům několika písní z alba. Natáčení probíhající pouhých 15 dní vyžadovalo speciální povolení, jelikož opatření proti šíření koronaviru v té době znemožňovala setkávání více než dvou lidí. Na natáčení se všichni jeho účastníci museli prokazovat negativním testem na koronavirus, samotná Halsey byla v té době navíc v druhém trimestru těhotenství. Natáčení pod taktovkou režiséra Colina Tilley ve spolupráci se Stillking Films bylo přesto úspěšně dokončeno ve vytyčeném čase. Ve filmu a hudebních videích k albu se objevují interiéry lázeňského hotelu v Mariánských Lázních, hrady Křivoklát a Točník, lesy poblíž Dobříše a kulisy středověkého města na Barrandově.

## Seznam videoklipů
| Interpret                  | Hostující interpret     | Píseň/Nahrávka                                     | Rok vydání | Okres                          | Lokace natáčení |
| -------------------------- | ----------------------- | -------------------------------------------------- | ---------- | ------------------------------ | --- |
| The Moody Blues            |                         | Nights in White Satin                              | 1968       | Praha                          | Natáčeno na Karlově mostě s výhledy do okolí (Národní divadlo, Čertovka) pro televizní pořad 20. srpna 1968 těsně před invazí vojsk Varšavské smlouvy                                         |
| INXS                       |                         | Never Tear Us Apart                                | 1988       | Praha                          | Střelecký ostrov, Josefov, Zámecké schody, Karlův most, Staroměstské náměstí |
| INXS                       |                         | New Sensation                                      | 1988       | Praha                          | balkon Obecního domu |
| Nena                       |                         | Du Bist Überall                                    | 1990       | Praha                          | Karlův most, Střelecký ostrov, Letná u Metronomu, ulice Ke Hradu, Staroměstské náměstí |
| INXS                       |                         | Guns In the Sky                                    | 1991       | Praha                          | Obecní dům (interiéry) |
| Dina Caroll                |                         | Don't Be A Stranger                                | 1993       | Praha                          | Hradčanské náměstí, Radnické schody, Kostel sv. Mikuláše, Karlův most, Staroměstské náměstí                                                                                                   |
| Blur                       |                         | To The End                                         | 1994       | Praha, Litoměřice              | Národní muzeum Praha, Zámek Libochovice (exteriéry) |
| Primal Scream              |                         | Jailbird                                           | 1994       | Praha                          | Lucerna Music Bar |
| The Human League           |                         | Tell Me When                                       | 1995       | Praha                          | Hradčanské náměstí, Valdštejnská zahrada (Sala Terrena), Karlův most |
| The Kelly Family           |                         | She Is Crazy                                       | 1995       | Praha                          | Olšanské hřbitovy |
| Let Loose                  |                         | Best In Me                                         | 1995       | Praha                          | Radnické schody, Zámecké schody, Karlův most |
| Céline Dion                |                         | It's All Coming Back To Me Now                     | 1996       | Praha, Litoměřice              | Barrandov studio, Zámek Ploskovice |
| Ozzy Osbourne              |                         | I Just Want You                                    | 1996       | Praha                          | Josefov (židovský hřbitov), okolí Karlova mostu, Invalidovna (park s kašnou) |
| R.E.M.                     | Patti Smith             | E-Bow The Letter                                   | 1996       | Praha                          | zastávka tram Národní divadlo, náměstí Republiky, Jindřišská ulice (tehdejší trasa tram linky 14), Hlavní nádraží                                                                             |
| Scooter                    |                         | Rebel Yell                                         | 1996       | Praha                          | Trojský zámek |
| Ozzy Osbourne              |                         | Back On Earth                                      | 1997       | Praha-západ                    | osada v obci Ořech u Prahy |
| Boyzone                    |                         | Every Day I Love You                               | 1999       | Praha                          | Staroměstské náměstí, Malostranské náměstí, Pražský hrad |
| Geri Halliwell             |                         | Look At Me                                         | 1999       | Praha                          | Strahovská knihovna, Vyšehradský železniční most, Hlavní nádraží, Zámecké schody, Malostranská mostecká věž, Olšanské hřbitovy, Trojský zámek                                                 |
| Simply Red                 |                         | Your Eyes                                          | 1999       | Praha                          | Hlavní nádraží a exteriéry v okolí města |
| A-ha                       |                         | Minor Earth Major Sky                              | 2000       | Plzeň                          | Pískovna Chrást u Plzně |
| ERA                        |                         | Divano                                             | 2000       | Praha                          | Karlův most, Strahovská knihovna |
| Basement Jaxx              |                         | Where's Your Head At                               | 2001       | Praha                          | psychiatrická klinika |
| Lasgo                      |                         | Something                                          | 2001       | Praha                          | Hlavní nádraží |
| The Lighthouse Family      |                         | (I Wish I Knew How It Would Feel To Be) Free / One | 2001       | Praha                          | stanice metra Náměstí Míru |
| Muse                       |                         | New Born                                           | 2001       | Praha                          | |
| Tindersticks               |                         | Can Our Love                                       | 2001       | Praha                          | ulice Starého města, Smetanovo nábřeží, metro, Letenská ulice |
| The Prodigy                |                         | Baby's Got A Temper                                | 2002       | Kladno                         | areál Poldi Kladno |
| AFI                        |                         | Silver and Cold                                    | 2003       | Praha                          | Staré Město, náměstí Jana Palacha, Mánesův most |
| Alexander Klaws            |                         | Take Me Tonight                                    | 2003       | Praha                          | Hlavní nádraží |
| Fly To The Sky             |                         | Missing You                                        | 2003       | Praha                          | Vyšehrad a Vyšehradský hřbitov, okolí Karlova mostu, Malostranské náměstí |
| HIM                        |                         | The Sacrament                                      | 2003       | Litoměřice                     | zámek Ploskovice |
| Mandy Moore                |                         | Have A Little Faith In Me                          | 2003       | Praha                          | Hlavní nádraží a koláže ulic Starého Města |
| Blue                       |                         | Breathe Easy                                       | 2004       | Praha                          | Hlavní nádraží, Smíchovské nádraží, Hlubočepský viadukt |
| Tom Baxter                 |                         | This Boy                                           | 2004       | Praha                          | Hlavní nádraží |
| Faithless                  | Estelle                 | Why Go?                                            | 2005       | Praha                          | Václavské náměstí, stanice metra Muzeum na lince A |
| Feist                      |                         | Mushaboom                                          | 2005       | Praha                          | Kamenická ulice (u č.p. 33), lunapark na Výstavišti Praha, Přístavní ulice |
| Hikaru Utada               |                         | Be My Last                                         | 2005       | Praha                          | Hlavní nádraží, Mánesův most, křižovatka ulic Trojická a Pod Slovany, vchod domu č.p. 1904/14 a vjezd do dvora v ulici Trojická                                                               |
| Dima Bilan                 |                         | Nevozmozhnoe Vozmozhno                             | 2006       | Praha                          | metro Malostranská, okolí Národního divadla |
| Killing Joke               |                         | Hosannas From The Basements Of Hell                | 2006       | Praha                          | pozn.: celé album bylo nahrané Studio Faust Records v Praze |
| TVXQ                       |                         | O -正.反.合. (정반합)                              | 2006       | Praha                          | Karlův most, Staroměstské náměstí, ulice U Obecního dvora, Smetanovo nábřeží u Karlových lázní                                                                                                |
| Dolores O'Riordan          |                         | Ordinary Day                                       | 2007       | Praha                          | Shunovská ulice, Zámecké schody, Jánský vršek, Týnská ulice, Staroměstské náměstí, Střelecký ostrov                                                                                           |
| Editors                    |                         | Smokers Outside The Hospital Doors                 | 2007       | Praha                          | Rokycanova ulice (schodiště), Smíchovská náplavka, Vyšehradský železniční most |
| Gwen Stefani               |                         | Early Winter                                       | 2007       | Praha                          | ulice Na Kampě (u č.p. 513) a ulice Hroznová (u brány č.p. 493), pozn.: nádraží je maďarská stanice Budapest-Nyugati                                                                          |
| Linkin Park                |                         | Numb                                               | 2007       | Praha                          | Keplerovo Gymnázium (interiéry), Karlův most |
| Gianna Nannini             |                         | Mosca Cieca                                        | 2007       | Praha                          | ulice U Obecního dvora, dvůr v průchodu z Melantrichovy do Michalské ulice, Vejvodova ulice                                                                                                   |
| Prince                     |                         | Somewhere Here On Earth                            | 2007       | Praha                          | Schwarzenberský palác, Karlův most |
| Rihanna                    |                         | Don't Stop The Music                               | 2007       | Praha                          | ulice Bělehradská (pohled k směrem na Tylovo náměstí), klub Radost FX |
| Rihanna                    |                         | Shut Up And Drive                                  | 2007       | Praha, Příbram                 | Letňany, Kbely (hangáry vojenského letiště), Příbram (balonový hangár) |
| You Say Party! We Say Die! |                         | Monster                                            | 2007       | Praha                          | Malá Strana, Karlův most |
| Danny Fernandes            |                         | Never Again                                        | 2009       | Praha                          | podloubí budovy Filozofické fakulty UK (nám. J. Palacha 1), Mánesův most, Václavské náměstí, Hradčanské náměstí, náměstí Jana Palacha                                                         |
| Jason Mraz                 | Colbie Caillat          | Lucky                                              | 2009       | Praha                          | Staroměstské náměstí, Chrám Matky Boží před Týnem, Čechův most |
| Kanye West                 |                         | Diamonds From Sierra Leone                         | 2009       | Praha                          | Karlův most, Staroměstské náměstí, ulice U Obecního dvora, Smetanovo nábřeží u Karlových lázní                                                                                                |
| Linkin Park                |                         | From The Inside                                    | 2009       | Praha                          | Loretánské náměstí, Kostnické náměstí, křižovatka ulic Orebitská a Řehořova, ulice Řehořova (u č.p. 21 a 24)                                                                                  |
| Ne-Yo                      |                         | Part Of The List                                   | 2009       | Praha                          | Smetanovo nábřeží, park u Krannerovy kašny, Staroměstské náměstí, náměstí Jana Palacha |
| Velvet Revolver            |                         | Slither                                            | 2009       | Praha                          | podzemní prostory pod současným Metronomem na Letné, katakomby u Vltavy (mezi Hlávkovým a Štefánikovým mostem)                                                                                |
| Kanye West                 | Pusha T                 | Runaway                                            | 2010       | Praha                          | |
| Depeche Mode               |                         | Personal Jesus [The Stargate Mix]                  | 2011       | Plzeň-sever                    | kamenný most v Rabštejně nad Střelou |
| Anastacia                  |                         | What Can We Do (A Deeper Love)                     | 2012       | Praha                          | Jánský vršek (schody), křižovatka Templové a Štupartské, ulice Na Kampě, ulice Dlouhá (u čp. 614), Havelský trh za Orlojem, Smetanovo nábřeží, Mánesův most                                   |
| Etostone                   | Jason McKnight          | Together                                           | 2012       | Praha, Ostrava                 | Barrandov studio (Praha), Landek park (Ostrava) |
| Jay-Z & Kanye West         | Frank Ocean & The-Dream | No Church In The Wild                              | 2012       | Praha                          | náměstí Jana Palacha (Rudolfinum), Most Legií, střecha Národního divadla, Jungmannova ulice (pohled směrem do Vodičkovy), Divadelní ulice (u Akademie věd ČR)                                 |
| Machine Head               |                         | Darkness Within                                    | 2012       | Praha, Plzeň-sever, Kutná Hora | Karlův most, Pomník obětem komunismu na Újezdě, Mighty Bar (Praha), hrad Krašov (u Plzně), interiéry Chrámu svaté Barbory a kostnice (Kutná Hora)                                             |
| Chambao                    | Nneka                   | Ahi Estas Tu 2013                                  | 2013       | Český Krumlov, Praha           | historické centrum Českého Krumlova, Lipno, Holašovice |
| Lordi                      |                         | The Riff                                           | 2013       | Praha                          | supermarket Albert |
| SNH48                      |                         | Halloween Night!                                   | 2015       | Praha                          | Karlův most, prostory Klementina |
| Zedd                       | Jon Bellion             | Beautiful Now                                      | 2015       | Praha                          | Strahov - stadion a areál VŠ kolejí, stanice metra linky A Muzeum, Žižkovský tunel, Letná u Metronomu a další                                                                                 |
| Jay Chou                   |                         | Failure At Love                                    | 2016       | Praha                          | Střelecký ostrov, Karlův most |
| Almanac                    |                         | Losing My Mind                                     | 2017       | Kroměříž                       | zámek Holešov |
| Delacey                    |                         | Dream It Possible                                  | 2017       | Praha                          | Čechův most, náměstí Jana Palacha, Národní divadlo (interiéry) |
| Aurora                     |                         | Queendom                                           | 2018       | Praha                          | |
| Ghostmane                  |                         | Hexada                                             | 2018       | Praha                          | Vyšehrad |
| ReTo                       |                         | UA                                                 | 2018       | Praha                          | Karlův most, Ovocný trh (u Karolina), Hradčanské náměstí, Radnické schody |
| Starset                    |                         | Bringing It Down Version 2.0                       | 2018       | Praha                          | letecké záběry na Staré Město, Olšanské hřbitovy |
| Natti Natasha              |                         | Quién Sabe                                         | 2018       | Praha                          | Chrám Matky Boží před Týnem |
| Lil Xan                    |                         | Midnight In Prague                                 | 2019       | Praha                          | vstup do Národního muzea, Národní divadlo (včetně Nové scény) |
| Park Jihoon                |                         | L.O.V.E.                                           | 2019       | České Budějovice               | zámek Hluboká nad Vltavou |
| Rend Co. Kids              |                         | FUN                                                | 2019       | Praha                          | křižovatka ulic Újezd a Hellichova, Staroměstské náměstí |
| Thom Yorke                 |                         | ANIMA                                              | 2019       | Praha                          | metro |
| Tove Lo                    | Kylie Minogue           | Really Don’t Like U                                | 2019       | Praha                          | Karlův most |
| VAV                        |                         | I'm Sorry                                          | 2019       | Praha                          | Kampa, Smetanovo nábřeží, Střelecký ostrov, vyhlídka u Hradčanského náměstí, Zámecké schody                                                                                                   |
| Yesung (Super Junior)      |                         | Because I Love You                                 | 2019       | Praha                          | Náměstí Republiky, Karlův most, Divadelní č.p. 1088/22, zahrady pod Petřínem, Staroměstské náměstí                                                                                            |
| Yesung (Super Junior)      |                         | If You                                             | 2019       | Praha                          | Divadelní č.p. 1088/22, park u Krannerovy kašny, Čertovka, Karlův most (schody na Kampu), Smetanovo nábřeží, Zámecké schody, Hradčanské náměstí, Staroměstské náměstí                         |
| Grizzly                    |                         | Prague (About Time)                                | 2020       | Praha, Český Krumlov           | Kampa, Střelecký ostrov, Polská ulice, pohled do zahrady Kláštera sv. Anežky České, Spálená ulice (Studium Ypsilon) (Praha), historické centrum Českého Krumlova                              |
| Kiesza                     |                         | Storm                                              | 2020       | Praha                          | obsahuje záběry lokalit: Čechův most, Celetná ulice, zastávka tramvaje Albertov (ulice Na Slupi)                                                                                              |
| Twenty One Pilots          |                         | Christmas Saves The Year                           | 2020       | Praha                          | obsahuje krátké záběry z vánočního Staroměstského náměstí |
| Woodkid                    |                         | Goliath                                            | 2020       | Most                           | povrchový hnědouhelný lom ČSA (Československé armády) |
| Halsey                     |                         | I am not a woman, I'm a god                        | 2021       | Cheb, Příbram, Rakovník        | interiéry hotelu Nové Lázně v Mariánských Lázních, hrad Křivoklát, lesy poblíž Dobříše |
| Halsey                     |                         | The Lighthouse                                     | 2021       | Rakovník                       | hrad Křivoklát |
| Imagine Dragons            |                         | I Don’t Like Myself                                | 2022       | Praha                          | Staroměstské náměstí a přilehlé ulice |
| SL                         |                         | Prague                                             | 2022       | Praha, Děčín                   | centrum Prahy - Staroměstské náměstí, Prašná brána, Hřensko - Stará Plynárna |
| Freya Ridings              |                         | Weekends                                           | 2023       | Praha                          | stanice metra Malostranská a souprava metra, ulice Wilsonova |
| Zara Larsson               |                         | Can’t Tame Her                                     | 2023       | _                              | lokace je neznámá, natáčení probíhalo v ČR ve studiu v kooperaci se společností Mipex Praha                                                                                                   |
| Yung Gravy                 |                         | Mrs. Worldwide                                     | 2023       | Praha                          | most Legií, Václavské náměstí, vyhlídka na Strahově, Prašná brána |
| LP                         |                         | One Like You                                       | 2023       | Praha                          | kabaret Royal na Vinohradech |
| LP                         |                         | Dayglow                                            | 2023       | Praha                          | Střelecký ostrov, Letná u Metronomu, Staroměstské náměstí, prostranství u Nové scény Národního divadla, lodě na Vltavě, Václavské náměstí, Malá Strana - Lennonova zeď, záběry z Prague Pride |